# Celoquia

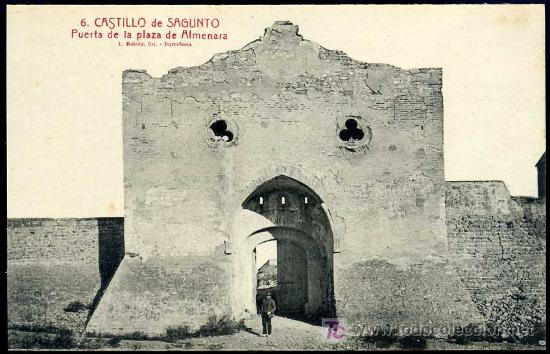

Celoquia és un espai format per un reducte central, normalment en la part més alta del recinte d'un castell. En aquest espai hi havia les dependències més típiques, com ara els aljubs, la zona d'habitatges, i la torre de l'homenatge. Algunes torres d'homenatge reben el nom de torre de celoquia. També és el lloc de residència del batle del castell.